# Diecezja czeskobudziejowicka

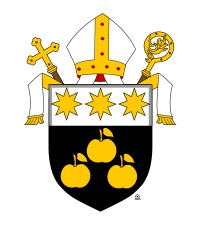
Herb diecezji

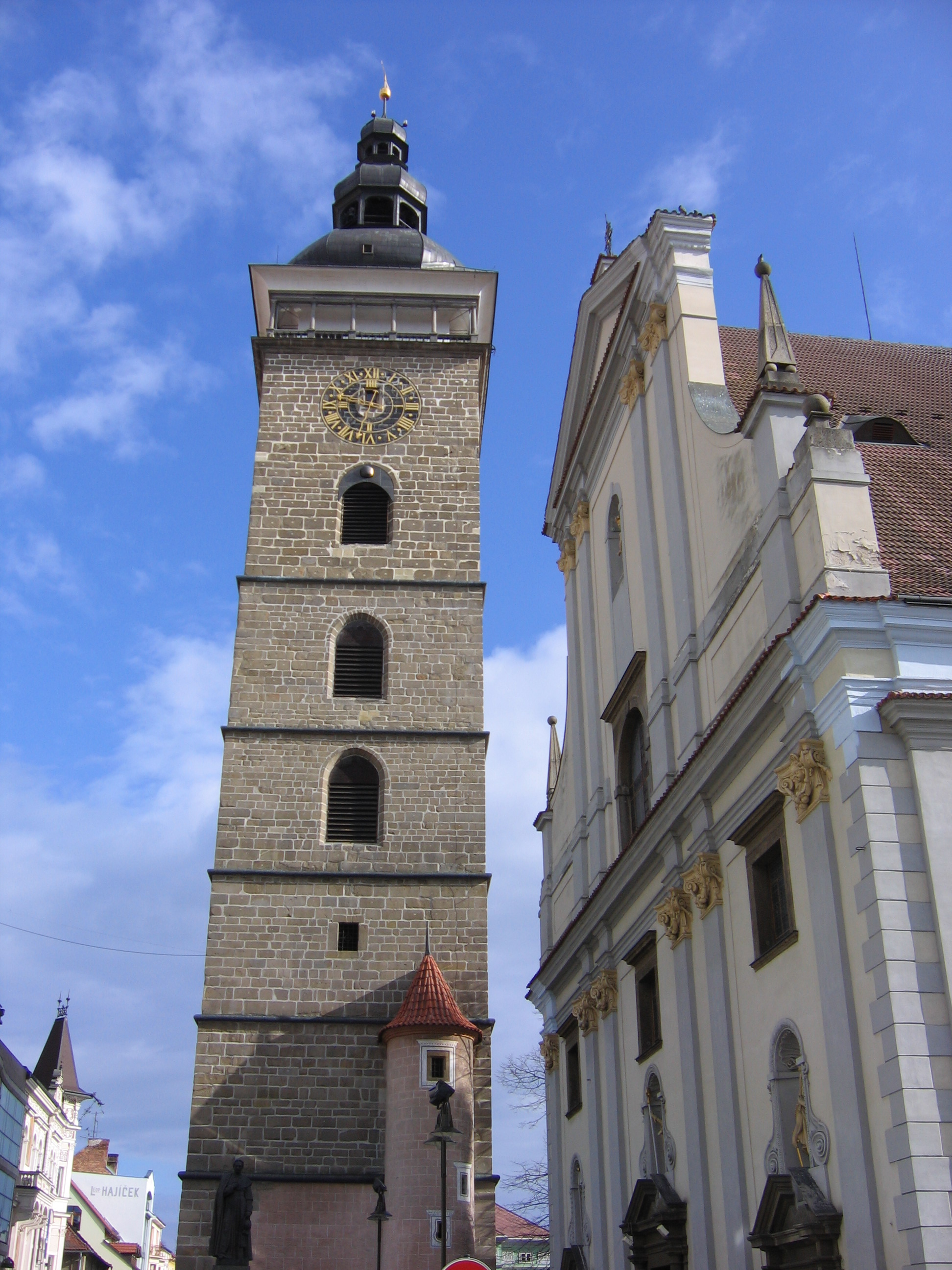
Czarna wieża i katedra św. Mikołaja

Diecezja Czeskie Budziejowice (łac. Dioecesis Budovicensis, cze. Diecéze českobudějovická) – rzymskokatolicka diecezja czeska położona w południowo-zachodniej części kraju, obejmująca swoim zasięgiem terytorium kraju południowoczeskiego. Siedziba biskupa znajduje się w katedrze św. Mikołaja w Czeskich Budziejowicach.

## Historia
Diecezja została powołana bullą papieża Piusa VI 20 września 1785 na terytoriach należących wcześniej do archidiecezji praskiej. Ustanowienia osobnej diecezji dla południowych Czech chciał Józef II Habsburg. Pierwszy biskup Jan Prokop Schaffgotsche (1785-1813) w 1803 otworzył seminarium duchowne, w którym uczono czeskiego. Znajomość tego języka była warunkiem otrzymania święceń. Tym samym biskup wypierał kulturę i język niemiecki z Czech.
Jednym z najwybitniejszych czeskich biskupów był czwarty biskup Czeskich Budziejowic Jan Valerián Jirsík. Dbał o swoją diecezje. Każdą parafie w swoim biskupstwie odwiedził przynajmniej trzy razy. Znany jest z promowania idei utworzenia pełnego czeskojęzycznego szkolnictwa. Doprowadził do powstania do dziś istniejącej szkoły, która obecnie nazywa się Gimnazjum Jana Waleriana Jirsíka. Naraził się tym samym budziejowickim Niemcom. Ta nienawiść trwała aż do II wojny światowej. Jedną z pierwszych rzeczy, które Niemcy zrobili po zajęciu Czeskich Budziejowic była rozbiórka pomników biskupa i zmiana nazwy szkoły nazwanej jego imieniem. 
Ósmy biskup Šimon Bárta został mianowany w 1920. Była to pierwsza nominacja biskupa budziejowickiego dokonana wyłącznie przez papieża (do tej pory jedynie zatwierdzał on kandydatów wyznaczonych przez monarchę).
Po śmierci bp. Bárty w 1940 na nowego biskupa został wybrany Czech Antonín Eltschkner. Spotkało się to z ostrą reakcją władz hitlerowskiego Protektoratu Czech i Moraw, które chciały powołania biskupa obywatelstwa niemieckiego. Stolica Apostolska w końcu zdecydowała się nie publikować mianowania Eltschknera, ponieważ było jasne, że nie będzie mógł objąć biskupstwa, lecz także nie powołała innego kandydata. Wakat na tym stanowisku trwał do 1947.
25 czerwca 1947 Joseph Hlouch został nominowany na biskupa budziejowickiego. Zastał on diecezje w fatalnej sytuacji spowodowanej z jednej strony wyniszczeniem ludności przez hitlerowców, a z drugiej strony obecną sytuacją po dojściu do władzy komunistów. Rozkradali oni majątki kościelne, likwidowali kościelną prasę i szkoły. Księża byli więzieni i zastraszani, w tym biskup Hloucha, który w latach 1950–1968 miał uniemożliwiane przez organy państwowe możliwości sprawowania urzędu. M.in. w latach 1950–1963 został bezprawnie internowany. Po jego śmierci w 1972 roku reżim komunistyczny aż do swojego upadku uniemożliwiał mianowanie nowego biskupa (następca Hloucha mianowany został dopiero w 1990).
31 maja 1993 odłączono część terytorium diecezji. Parafie te weszły w skład nowo powstałej diecezji pilzneńskiej.

## Biskupi Czeskich Budziejowic
- Biskup diecezjalny: bp Vlastimil Kročil
- biskup pomocniczy: bp Pavel Posád

## Podział administracyjny
W skład diecezji Czeskie Budziejowice wchodzi 10 dekanatów, które składają się z 354 parafii:
- Dekanat Czeskie Budziejowice - miasto
  - liczba parafii: 5
  - liczba wiernych:
  - dziekan: ks. dr Zdeněk Maresz
- Dekanat Czeskie Budziejowice
  - liczba parafii: 44
  - liczba wiernych: 52 273
  - dziekan: ks. mgr Josef Stolarik
- Dekanat Český Krumlov
  - liczba parafii: 47
  - liczba wiernych: 16 049
  - dziekan: ks. Václav Picha
- Dekanat Jindřichův Hradec
  - liczba parafii: 31
  - liczba wiernych: 28 511
  - dziekan: ks. Václav Habart
- Dekanat Pelhřimov
  - liczba parafii: 38
  - liczba wiernych: 30 860
  - dziekan: ks. mgr Jaromír Stehlik
- Dekanat Pisek
  - liczba parafii: 29
  - liczba wiernych: 23 579
  - dziekan: ks. Karel Vrba
- Dekanat Prachatice
  - liczba parafii: 37
  - liczba wiernych: 17 067
  - dziekan: ks. mgr Josef Slaczik
- Dekanat Strakonice
  - liczba parafii: 26
  - liczba wiernych: 22 824
  - dziekan: ks. inż Viktor Frydl
- Dekanat Sušice - Nepomuk
  - liczba parafii: 40+21
  - liczba wiernych: 15 078 + 4 694
  - dziekan: ks. Miroslav Nikola
- Dekanat Tábor
  - liczba parafii: 43
  - liczba wiernych: 31 049
  - dziekan: ks. Václav Hes

## Główne świątynie
- Katedra św. Mikołaja w Czeskich Budziejowicach

## Patroni
- św. Mikołaj (ok. 270-ok. 345/352) – biskup Miry
- św. Jan Nepomucen (ok. 1350-1393) - spowiednik Zofii, żony króla czeskiego Wacława IV Luksemburskiego